# 安菲阿拉俄斯
安菲阿拉俄斯（英語：Amphiaraus）。按罗氏希腊拉丁文译音表应译为安菲阿剌俄斯，古希腊神话人物之一。俄伊克勒斯与许珀耳涅斯特拉之子，厄里费勒之夫。为阿耳戈斯之君主与预言家，卡吕冬狩猎的参与者以及七位进攻忒拜的英雄之一。并凭借医术与占卜而为希腊人所崇拜供奉，亦于艺术作品中得到广泛反映。